# 왓사무정
왓사무정(일본어: 和寒町)은 일본 홋카이도 가미카와 지방 북부 가미카와군에 있는 정이다. 스키의 크로스 컨트리가 번성하고 수많은 일본 정상급 선수들을 배출해 왔다.

## 지리
나요로 분지의 남단에 해당해 구릉지가 많으며 남쪽 핏푸정과의 경계에는 시오카리 고개가 있다. 겨울의 냉각은 심해 최저 기온은 -30℃ 전후가 되기도 한다. 1978년 2월 17일에는 후쿠하라 지구에서 -41.2℃를 기록한 바 있다.
| 왓사무정의 기후                                              | 왓사무정의 기후 | 왓사무정의 기후 | 왓사무정의 기후 | 왓사무정의 기후 | 왓사무정의 기후 | 왓사무정의 기후 | 왓사무정의 기후 | 왓사무정의 기후 | 왓사무정의 기후 | 왓사무정의 기후 | 왓사무정의 기후 | 왓사무정의 기후 | 왓사무정의 기후 |
| 월                                                           | 1월             | 2월             | 3월             | 4월             | 5월             | 6월             | 7월             | 8월             | 9월             | 10월            | 11월            | 12월            | 연간            |
| ------------------------------------------------------------ | --------------- | --------------- | --------------- | --------------- | --------------- | --------------- | --------------- | --------------- | --------------- | --------------- | --------------- | --------------- | --------------- |
| 역대 최고 기온 °C (°F)                                       | 6.3 (43.3)      | 10.5 (50.9)     | 14.9 (58.8)     | 26.2 (79.2)     | 33.6 (92.5)     | 36.6 (97.9)     | 36.3 (97.3)     | 36.8 (98.2)     | 32.4 (90.3)     | 26.1 (79.0)     | 20.1 (68.2)     | 12.5 (54.5)     | 36.8 (98.2)     |
| 일평균 최고 기온 °C (°F)                                     | −4.1 (24.6)     | −2.7 (27.1)     | 2.1 (35.8)      | 9.8 (49.6)      | 17.9 (64.2)     | 22.4 (72.3)     | 25.8 (78.4)     | 26.0 (78.8)     | 21.5 (70.7)     | 14.3 (57.7)     | 5.5 (41.9)      | −1.5 (29.3)     | 11.4 (52.5)     |
| 일일 평균 기온 °C (°F)                                       | −8.3 (17.1)     | −7.6 (18.3)     | −2.6 (27.3)     | 4.5 (40.1)      | 11.6 (52.9)     | 16.3 (61.3)     | 20.1 (68.2)     | 20.5 (68.9)     | 15.8 (60.4)     | 9.0 (48.2)      | 1.9 (35.4)      | −4.9 (23.2)     | 6.4 (43.4)      |
| 일평균 최저 기온 °C (°F)                                     | −14.2 (6.4)     | −14.1 (6.6)     | −8.4 (16.9)     | −0.8 (30.6)     | 5.5 (41.9)      | 10.9 (51.6)     | 15.3 (59.5)     | 15.9 (60.6)     | 10.8 (51.4)     | 4.2 (39.6)      | −1.7 (28.9)     | −9.3 (15.3)     | 1.2 (34.1)      |
| 역대 최저 기온 °C (°F)                                       | −36.8 (−34.2)   | −35.2 (−31.4)   | −28.7 (−19.7)   | −13.7 (7.3)     | −4.4 (24.1)     | 0.2 (32.4)      | 4.5 (40.1)      | 5.1 (41.2)      | −0.2 (31.6)     | −5.5 (22.1)     | −21.8 (−7.2)    | −30.7 (−23.3)   | −36.8 (−34.2)   |
| 평균 강수량 mm (인치)                                        | 61.2 (2.41)     | 52.7 (2.07)     | 58.6 (2.31)     | 53.8 (2.12)     | 68.3 (2.69)     | 65.1 (2.56)     | 128.0 (5.04)    | 140.9 (5.55)    | 143.3 (5.64)    | 115.6 (4.55)    | 127.3 (5.01)    | 100.4 (3.95)    | 1,115 (43.90)   |
| 평균 강설량 cm (인치)                                        | 157 (62)        | 133 (52)        | 123 (48)        | 31 (12)         | 0 (0)           | 0 (0)           | 0 (0)           | 0 (0)           | 0 (0)           | 2 (0.8)         | 96 (38)         | 197 (78)        | 745 (293)       |
| 평균 강수일수 (≥ 1.0 mm)                                     | 17.3            | 14.7            | 15.2            | 11.6            | 10.4            | 9.1             | 10.7            | 11.3            | 13.0            | 15.8            | 19.3            | 21.3            | 169.7           |
| 평균 강설일수 (≥ 3 cm)                                       | 18.5            | 16.5            | 15.1            | 4.3             | 0               | 0               | 0               | 0               | 0               | 0.3             | 8.5             | 19.6            | 82.8            |
| 평균 월간 일조시간                                           | 56.9            | 77.2            | 113.4           | 153.8           | 176.0           | 154.4           | 150.3           | 147.6           | 142.9           | 115.5           | 53.8            | 36.9            | 1,378.6         |
| 출처: 일본 기상청 (평년값: 1991년~2020년, 극값: 1977년~현재) |                 |                 |                 |                 |                 |                 |                 |                 |                 |                 |                 |                 |                 |

### 인접한 자치체
- 가미카와 종합진흥국
  - 아사히카와시
  - 시베쓰시
  - 가미카와군 (이시카리국) 겐부치정
  - 가미카와군 (데시오국) 핏푸정, 다카스정

- 소라치 종합진흥국
  - 우류군 호로카나이정

## 역사
에전에는 정의 중앙부를 흐르는 로쿠센강 주변에 난티나무가 우거져 있었기 때문에 아이누어의 ‘앗삼’(at-sam), ‘왓트 삼’(난티나무의 옆)에서 유래하여 지명이 지어졌다고 여겨진다. 「輪寒」, 「和参」로 쓰였던 때도 있었다.
- 1899년 - 철도가 왓사무까지 개통하였다.
- 1915년 - 겐부치촌(현재의 겐부치정)에서 분리되어 왓사무촌이 탄생하였다.
- 1952년 - 정으로 승격해 왓사무정이 되었다.

## 경제
벼농사의 북쪽 한계선보다 북쪽에 위치하기 때문에 전쟁 전에는 제충국(除虫菊)이 심어졌다. 전후 제충국의 산지가 중국으로 옮겨지면서 산지의 밭은 쓸모없게 되었고 이후 한랭지용 쌀이 심어지게 되어 평지의 국화밭은 논으로 바뀌었다.
현대에는 작부 면적 일본 제일을 자랑하는 호박 외에 눈 밑에 보존해 겨울에 출하하는 ‘월동 양배추’의 생산으로 알려져 있다. 또 가미카와 관내에서는 아이베쓰정과 대등한 버섯 산지이기도 하다.

## 교통

### 철도
- 홋카이도 여객철도 소야 본선

### 도로
- 도오 자동차도
- 국도 40호선